# Limnotilapia
Genre
Limnotilapia est un genre de poissons de la famille des Cichlidae.

## Liste des espèces
Selon FishBase (1 Fev. 2016) :
- Limnotilapia dardennii (Boulenger, 1899).